# Desa Yosorejo (administrativ by i Indonesien, lat -6,91, long 109,68)
Desa Yosorejo är en administrativ by i Indonesien.   Den ligger i provinsen Jawa Tengah, i den västra delen av landet, 300 km öster om huvudstaden Jakarta.